# نبيذ فرنسي
يُنتج النبيذ الفرنسي في مختلف مناطق فرنسا بكمية سنوية تتراوح بين 50 و60 مليون هيكتولتر، أي ما يعادل حوالي 7 إلى 8 مليارات زجاجة. تعتبر فرنسا واحدة من أكبر الدول المنتجة للنبيذ في العالم، إلى جانب إيطاليا وإسبانيا والولايات المتحدة. يعود تاريخ صناعة النبيذ الفرنسي إلى القرن السادس قبل الميلاد، حيث يرجع إنتاج النبيذ في العديد من المناطق الفرنسية إلى العصور الرومانية. يشمل الإنتاج الفرنسي مجموعة واسعة من أنواع النبيذ، بدءًا من النبيذ الفاخر الذي يُباع على المستوى الدولي، وصولًا إلى النبيذ المتواضع المخصص للاستهلاك المحلي، مثل نبيذ مارجنات الذي كان شاع استهلاكه في فترة ما بعد الحرب.
في النبيذ الفرنسي الفاخر، هناك مفهومان أساسيان يتمثلان في مفهوم «التيروار»، ونظام التسمية الجغرافية. يعبر مفهوم التيروار عن العلاقة الفريدة بين نمط النبيذ والموقع الذي يُزرع فيه العنب وينتج فيه النبيذ، بحيث تعكس الخصائص المناخية والجغرافية للمنطقة. أما نظام التسمية الأصلية المحكومة AOC الذي جرى استبداله بنظام التسمية الأصلية المحمية AOP في عام 2012، فهو يحدد بدقة قواعد صارمة تشمل أنواع العنب وأساليب صناعة النبيذ المسموح بها للتصنيف ضمن كل منطقة جغرافية فرنسية. قد تكون هذه المناطق واسعة أو صغيرة مثل قرى محددة أو حتى كروم عنب معينة، مما يعزز جودة وتفرد النبيذ المنتج من تلك المناطق.
تُعد فرنسا مصدرًا للعديد من أصناف العنب الشهيرة عالميًا، مثل كابيرنيه ساوفيجنون، شاردونيه، بينوت نوار، ساوفيجنون بلان، وسيرا، والتي تُزرع الآن في مختلف مناطق العالم. كما انتشرت أساليب صناعة النبيذ الفرنسية وأنماطه في دول منتجة أخرى. بينما استفاد بعض المنتجين مؤخرًا من ارتفاع أسعار النبيذ الفاخر وزيادة الطلب عليه، خصوصًا من منطقتي بورغندي وبوردو، فقد أدى ظهور منافسة قوية من نبيذ «العالم الجديد» إلى تراجع استهلاك النبيذ الفرنسي سواء على الصعيد المحلي أو الدولي.

## تاريخ
إنتاج النبيذ الفرنسي في القرن السادس قبل الميلاد عندما أسس المستوطنون اليونانيون مستعمرتهم في جنوب بلاد الغال، حيث ازدهرت زراعة الكروم سريعًا بعد تأسيس مدينة مرسيليا. رغم معرفة النبيذ منذ آلاف السنين في منطقة البحر الأبيض المتوسط، إلا أن فرنسا تبنّت صناعة النبيذ وجعلتها جزءًا من حضارتها، معترفة بها كفنّ يتجاوز الألفي عام. امتلك الغال مهارات زراعة الكروم وتقليمها، وهي عملية دقيقة تميز بين الكروم البرية والعنب المخصص لصناعة النبيذ، وسرعان ما أصبحت أنواع النبيذ المنتجة في بلاد الغال معروفة عالميًا.
خلال عهد الإمبراطورية الرومانية، مُنحت بعض المناطق الجنوبية من فرنسا تراخيص لإنتاج النبيذ، مما ساهم في تطوير هذا القطاع. أسهم القديس مارتن التوري (316-397) بنشر المسيحية، وكذلك زراعة الكروم، ما ساعد في توسع زراعة العنب في فرنسا. في العصور الوسطى، لعب الرهبان دورًا محوريًا في الحفاظ على مزارع الكروم ونقل المعرفة والمهارات المتعلقة بصناعة النبيذ خلال تلك الفترة التي اتسمت بالاضطراب. تمتعت الأديرة بموارد وأمان وفرص للابتكار مكّنتها من إنتاج كميات ثابتة من النبيذ، سواء لاستخدامه في الطقوس الدينية أو لتحقيق الربح.
كانت أفضل مزارع الكروم مملوكة للأديرة، ويُعتبر نبيذها الأعلى جودة. فيما بعد، بدأ النبلاء في إنشاء مزارع كروم واسعة النطاق، لكن الثورة الفرنسية أدت إلى مصادرة العديد من هذه المزارع.
توقفت صناعة النبيذ الفرنسية فجأة عندما اجتاحها أولًا العفن الفطري، ثم داء الفيلوكسيرا، وهو مرض مدمر انتشر عبر فرنسا وأوروبا، تاركًا العديد من مزارع الكروم مهجورة. أعقب ذلك ركود اقتصادي في أوروبا، ثم اندلاع الحربين العالميتين، ما أدى إلى تراجع طويل لصناعة النبيذ الفرنسية استمر لعقود. واجهت العلامات التجارية الفرنسية الشهيرة مثل الشامبانيا وبوردو منافسة قوية وتهديدات تجارية، مما دفع فرنسا إلى إنشاء نظام التسمية الأصلية المحكومة (AOC) في عام 1935، لحماية مصالحها.
مع الاستثمارات الكبيرة التي وُجهت لهذا القطاع، وبدعم من الانتعاش الاقتصادي بعد الحرب العالمية الثانية، وظهور جيل جديد من صانعي النبيذ، بدأت الصناعة في تحقيق نتائج إيجابية خلال سبعينيات القرن الماضي وما بعدها، ما أسس لنجاح صناعة النبيذ الفرنسية الحديثة.

### مستويات الجودة ونظام التسمية
في عام 1935، سُنت قوانين للتحكم في جودة النبيذ الفرنسي، حيث تأسس نظام التسمية الأصلية المحكومة (AOC) تحت إشراف هيئة قوية، المعهد الوطني للتسميات الأصلية (INAO). تُعد فرنسا من أوائل الدول التي وضعت نظامًا لحماية التسمية الأصلية للنبيذ، حيث تطبق قوانين صارمة تتعلق بصناعة وإنتاج النبيذ. ألهم هذا النظام الفرنسي العديد من الأنظمة الأوروبية الأخرى، بينما اعتمدت بعض الدول الأخرى كلمة «تسمية» (Appellation) لكن بمعايير أقل صرامة. مع تبني الاتحاد الأوروبي قوانين النبيذ المستوحاة من النموذج الفرنسي، من المرجح أن يستمر هذا التأثير مع التوسع المستقبلي للاتحاد الأوروبي.
يقسم القانون الفرنسي النبيذ إلى أربع فئات، تتماشى مع تصنيفات الاتحاد الأوروبي، حيث تندرج اثنتان منها تحت فئة نبيذ الطاولة، بينما تصنف الفئتان الأخريان كنبيذ عالي الجودة يُنتج في مناطق محددة. كانت نسبة هذه الفئات من إجمالي إنتاج النبيذ الفرنسي لعام 2005، باستثناء النبيذ المخصص لصناعة الكونياك، الأرمانياك، والمشروبات الروحية الأخرى، كما يلي:

#### نبيذ الطاولة:
- فين دي تابل (Vin de Table): يمثل 11.7% من إجمالي إنتاج النبيذ الفرنسي. يتميز هذا التصنيف بالإشارة فقط إلى اسم المنتج وتصنيف يوضح أن النبيذ من فرنسا.
- فين دي باي (Vin de Pays): يمثل 33.9% من الإنتاج، ويشير إلى نبيذ مصنوع في منطقة معينة داخل فرنسا، مثل Vin de Pays d'Oc من منطقة لانغدوك-روسيو أو Vin de Pays de Côtes de Gascogne من منطقة جاسكوني. يتميز هذا التصنيف بقواعد تنظيمية أقل صرامة مقارنة بتصنيف AOC، مما يسمح للمنتجين بحرية أكبر في اختيار أنواع العنب وأساليب التصنيع. مثلًا، يمكن للمنتجين استخدام أصناف عنب غير تقليدية أو طرق تصنيع تختلف عن قواعد AOC، دون الحاجة إلى الالتزام بتصنيف «فين دي تابل» البسيط، الذي قد يكون أقل جاذبية تجاريًا. لضمان جودة نبيذ فين دي باي وتمييزه عن فين دي تابل، يجب على المنتجين تقديم نبيذهم للتحليل والتذوق، مع مراعاة قواعد محددة تتعلق بأنواع العنب المستخدمة أو خلطات معينة في التصنيع.[12]

#### النبيذ عالي الجودة المنتج في مناطق محددة
- فين ديليميتيه دي كاليتيه سوبيريور (VDQS): شكلت هذه الفئة نسبة 0.9% من الإنتاج، وكانت أقل صرامة من تصنيف AOC. استُخدمت عادةً للمناطق الأصغر أو كمرحلة انتقالية للمناطق التي قد تترقى لاحقًا إلى تصنيف AOC. أُلغي هذا التصنيف في نهاية عام 2011.
- التسمية الأصلية المحكومة (AOC): يمثل 53.4% من الإنتاج الفرنسي. يُعد هذا التصنيف مخصصًا للنبيذ المنتج في منطقة معينة ويخضع لقيود صارمة تتعلق بأصناف العنب المسموح استخدامها، وأساليب صناعة النبيذ المتبعة.[12]

في عام 2005، بلغ إجمالي إنتاج النبيذ الفرنسي حوالي 43.9 مليون هيكتولتر، بالإضافة إلى 9.4 مليون هيكتولتر مخصصة لمشروبات كحولية أخرى. من هذا الإنتاج، كان 28.3% من النبيذ الأبيض، بينما شكل النبيذ الأحمر أو الوردي النسبة الأكبر بواقع 71.7%. تزداد نسبة النبيذ الأبيض قليلًا في الفئات الأعلى جودة، حيث يمثل 34.3% من إجمالي النبيذ المصنف ضمن فئة AOC.
في الأعوام التي تتسم بظروف مناخية أقل ملاءمة، تميل نسبة النبيذ المصنف ضمن فئة AOC إلى التراجع بعض الشيء. وقد شهدت فئة نبيذ الطاولة تراجعًا ملحوظًا في العقود الأخيرة، بينما ارتفعت نسبة النبيذ ضمن فئة AOC قليلًا، في حين حقق نبيذ Vin de Pays نموًا كبيرًا. في عام 2005، كان هناك 472 تسمية AOC للنبيذ في فرنسا.